# John Ursua
John Ursua (Kailua, 17 gennaio 1994) è un giocatore di football americano statunitense che milita nel ruolo di wide receiver nella National Football League (NFL) e dal 2022 è free agent.

## Carriera

### Seattle Seahawks
Ursua fu scelto nel corso del settimo giro (236º assoluto) del Draft NFL 2019 dai Seattle Seahawks. Debuttò come professionista subentrando nella gara del secondo turno contro i Pittsburgh Steelers senza fare registrare alcuna ricezione. La sua stagione da rookie si chiuse con una ricezione da 11 yard in 3 presenze, nessuna delle quali come titolare.
Ursua si ruppe il legamento crociato anteriore nella seconda gara della pre-stagione 2021. Fu inserito in lista infortunati il 23 agosto 2021.